# Lueheopsis
Lueheopsis é um género botânico pertencente à família Malvaceae.